# 란도셀

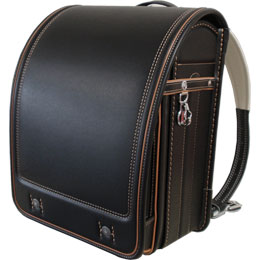
검은색 란도셀

란도셀(일본어: ランドセル 란도세루[*])은 일본 초등학교의 학생들이 주로 메는 책가방이다. 네모난 건빵같이 생겼으며 교과서나 공책 등을 넣어다닌다.

## 역사

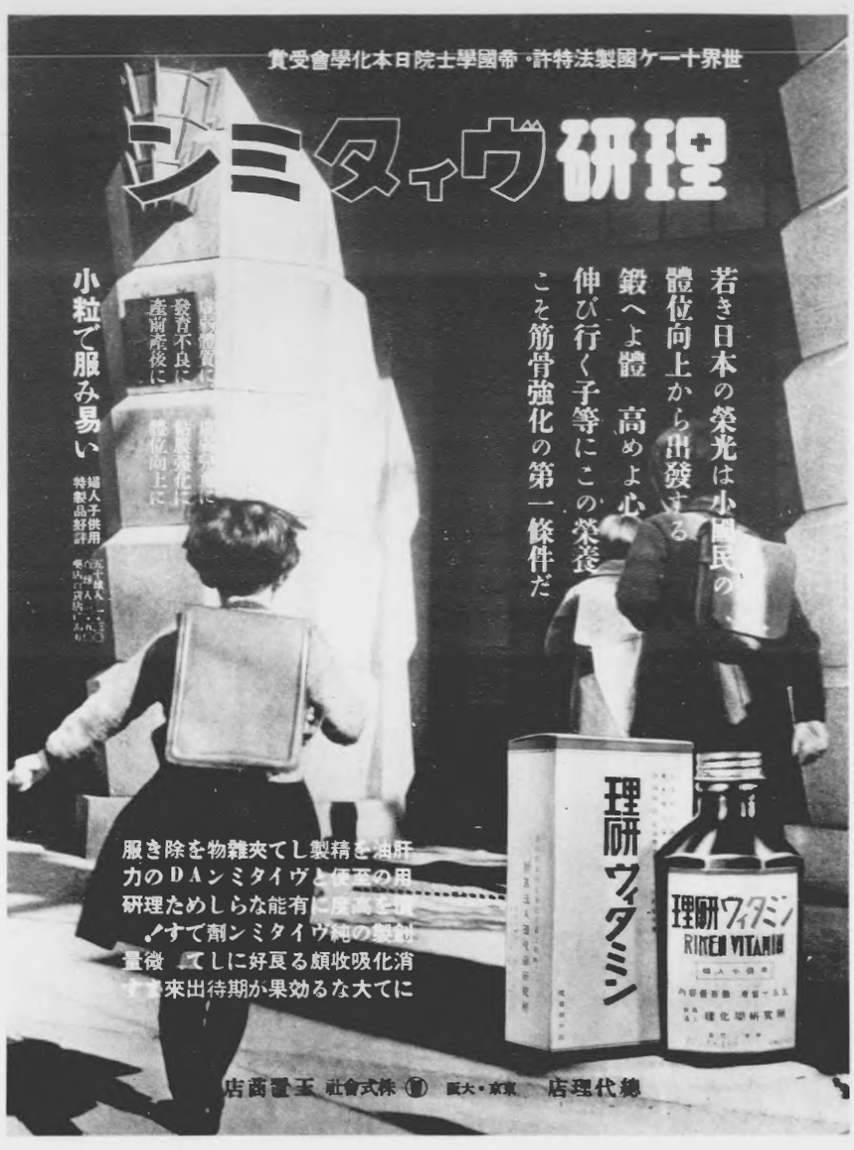
1938년 잡지 광고에 실린 란도셀

에도 시대 막말 때 막부가 서양식 군대 제도를 도입하여 막부 육군을 창설할 당시 장병들이 휴대물을 수납하기 위한 장비품으로서 네덜란드에서 가져온 배낭이 란도셀의 기원이다. 어원은 네덜란드어 ransel인데 란도셀은 일본어 발음으로 변형된 것이다. 막말에 사용된 교련서 호소신시키(歩操新式)에도 양낭(粮嚢)에 란도셀이라는 후리가나를 달아놓았으며 스고로쿠에도 란도셀과 닮은 배낭을 메고 있는 병사 그림이 있다. 쇼와 시대 전기까지의 통학용 란도셀과 비슷한 것으로 보아 막말에 수입된 군용 배낭이 란도셀의 뿌리임을 알 수 있다.
메이지 시대 이후 본격적인 서양식 군대로서 건군된 일본 제국 육군의 위관급 장교나 견습 사관, 부사관 이하 등에게 가죽제 배낭이 채용되었다.
통학용 란도셀로 사용된 것은 관립 소학교인 가쿠슈인 초등과가 개교한 뒤의 일이다. 1885년에 개교한 가쿠슈인 초등과는 교육의 평등을 이념으로 내세우며 마차나 인력거를 통한 등교를 금지했고 학용품을 담은 통학 가방을 학생이 직접 들고 다니도록 했다. 이때에는 단순한 배낭 형태였다. 1887년 훗날의 다이쇼 천황이 되는 황태자 요시히토 친왕이 1887년 입학할 때 이토 히로부미가 축하 선물로 육군 배낭을 본딴 가방을 헌상했는데 이것을 다른 황족과 화족들이 따라하면서 조금씩 퍼져나가게 되었다. 비싼 고급품이었기에 전전에는 도시의 부유층 사이에서 주로 사용되었으며 일반 서민이나 지방에서는 후로시키나 숄더백 등을 사용했다. 전후 복구가 이루어지고 고도 경제 성장기에 돌입한 1950년대 중반부터 란도셀이 전국적으로 보급되기 시작했다.

### 현대

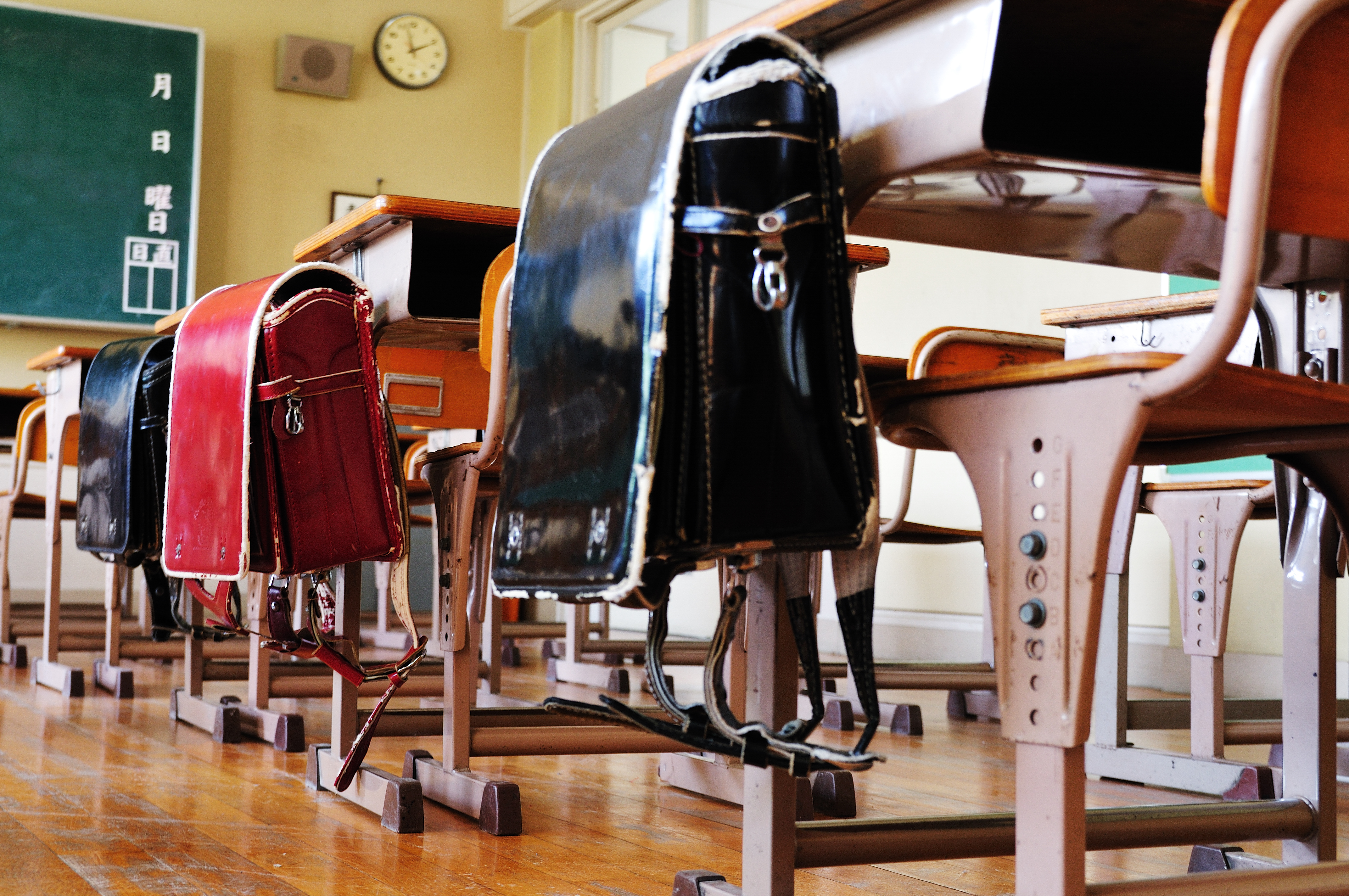
책상에 걸려있는 란도셀

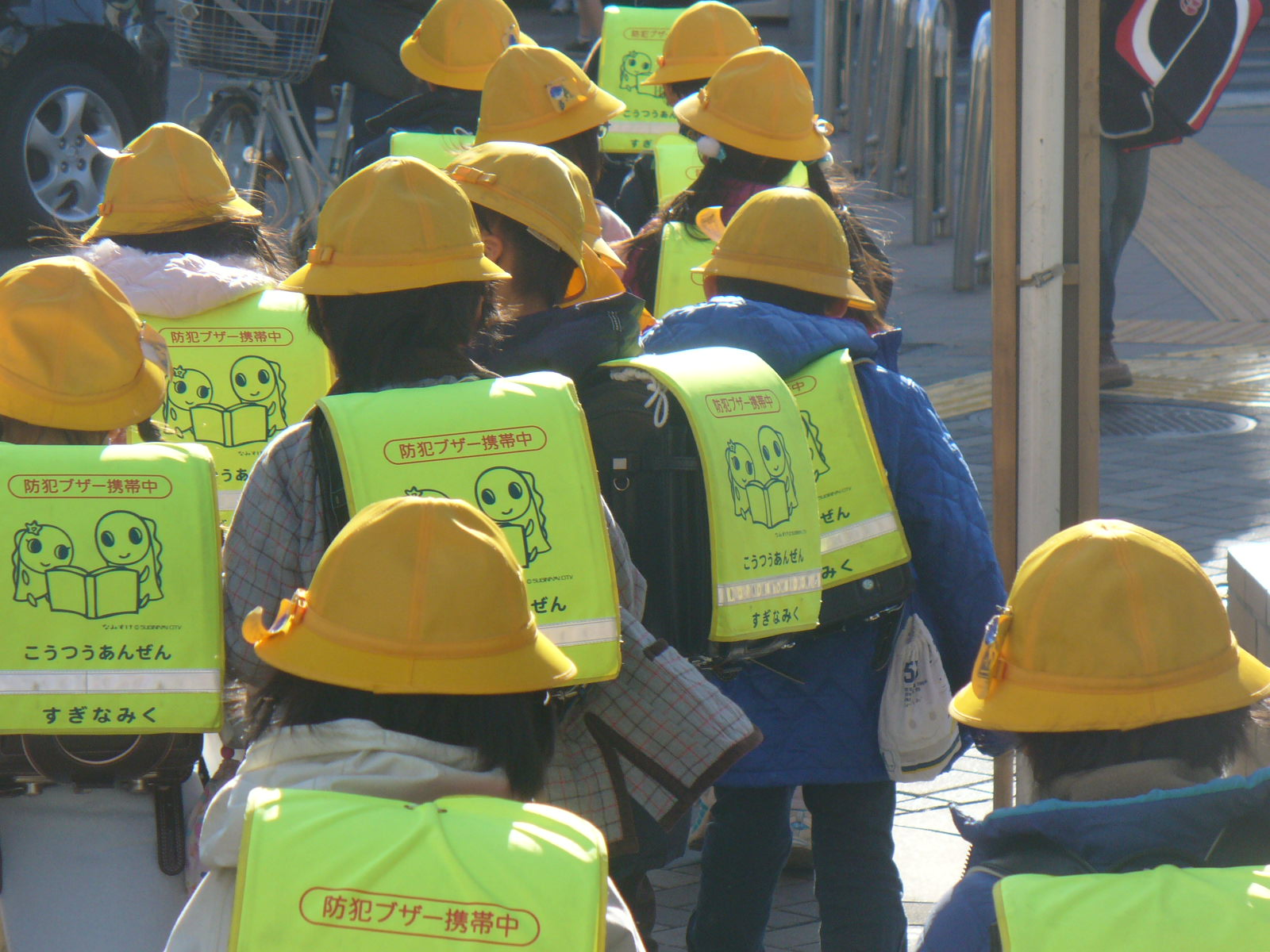
란도셀 커버

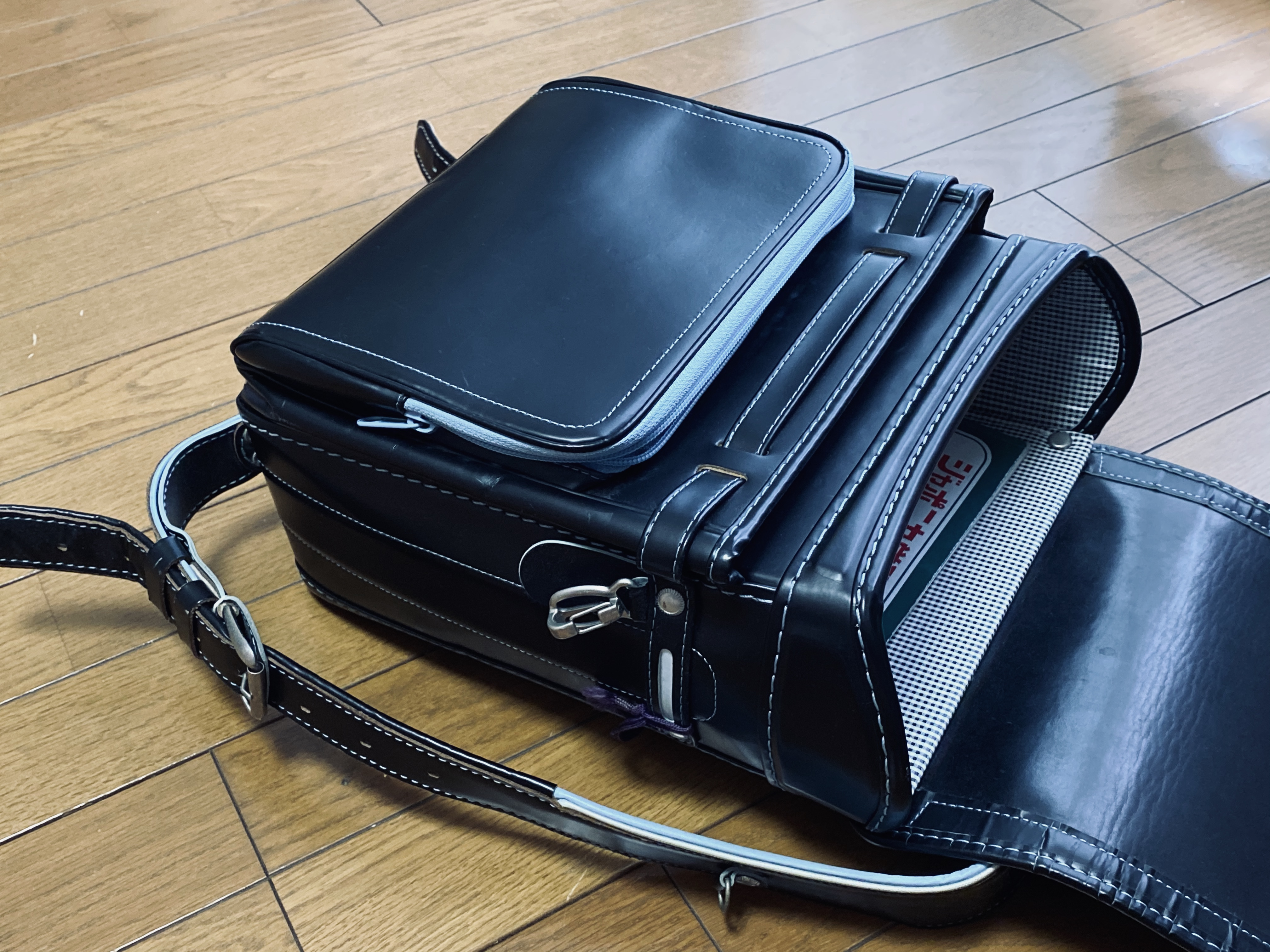
검은색 란도셀

가죽제라서 무거운 편인데 초등학생들이 주로 사용하기 때문에 무게에 대한 부담이 적지 않았다. 따라서 현대에 접어들어서는 튼튼하면서도 가볍고 수선이 편한 인공 가죽인 클라리노를 주로 사용하고 있다. 클라리노가 전체의 약 70% 정도를 차지하며 그 외에 소가죽이나 코도반 같은 고급 소재도 사용하고 있다.
디자인은 뚜껑이 가방의 아랫부분까지 덮는 가쿠슈인형이 주류를 점하지만 뚜껑의 길이가 절반 정도이거나 가로 형태를 취하는 디자인도 있다. 2011년 학습지도요령이 개정되면서 교육 현장에 배포되는 프린트류의 종이 크기가 B5에서 A4로 바뀌면서 A4 용지를 구기지 않고 넣을 수 있는 란도셀의 수요가 늘어났다. 하지만 란도셀을 대형화하는 문제는 제조사 측에서 의견이 엇갈리고 있다. 태블릿 컴퓨터를 도입한 경우가 있는가 하면 별도의 전용 수납 공간을 만든 경우도 있다.
색깔은 남학생은 검정을, 여학생은 빨강이 주류이며 그 외에 분홍, 갈색, 감색, 녹색, 파랑 등을 사용한다. 1960년대에는 검정과 빨강이 대부분이었고 2000년대가 되어서야 다른 색이 사용되기 시작했다. 일반사단법인 일본가방협회 란도셀공업회가 2018년부터 2020년에 걸쳐서 진행한 조사에 의하면 남학생은 70% 정도가 검정을, 15% 정도가 감색을 선택해 검정 계열이 주를 이루었다. 한편 여학생은 빨강, 분홍, 보라가 각각 20% 안팎을 차지해 특정 색에 경도되지 않는 경향을 보였다.
신입생들의 교통안전을 위해 교통안전협회 등에서 노랑 커버를 기증하는 지역이 늘고 있으며 1학년 동안은 이 커버를 가방에 씌어 통학하는 모습을 자주 볼 수 있다. 하지만 1학년이라는 사실을 쉽게 노출시킨다는 점 때문에 이름표와 함께 커버 사용을 권장하지 않는 지역도 있다.
초등학생 때만 사용하기 때문에 품질 보증은 6년으로 설정된 경우가 대부분이다. 다만 학생 사정에 따라 란도셀 사용을 중간에 그만두는 경우도 있다.

### 해외 란도셀
유럽에서도 란도셀과 비슷한 책가방이 사용되는 경우가 있다. 독일의 Schulranzen나 네덜란드의 Boekentas 등이 대표적인 사례인데 일본의 란도셀에 비해 검소하고 가벼운 것이 많다.

### 가격
가격은 1970년대 6,000엔 정도였으며 2014년에는 후쿠오카시의 경우 4만 엔까지 상승했다. 일부 지방공공단체는 신입생들에게 란도셀을 나누어주거나 기증받은 중고품을 수선해주는 사업을 벌이기도 한다.
다만, 최근에는 신품이라도 인터넷 통신 판매로 싸게 구입할 수 있게 되어 있어, Amazon등에서는 1만엔 이하로 구입할 수 있는 랜드셀도 있다. 옛날에는 실점포에서 고액의 랜드셀 밖에 구입할 선택지가 없었지만, 지금은 인터넷 통신 판매의 보급과 함께 저렴한 랜드셀도 손쉽게 입수할 수 있게 되어 있다.

## 다양화

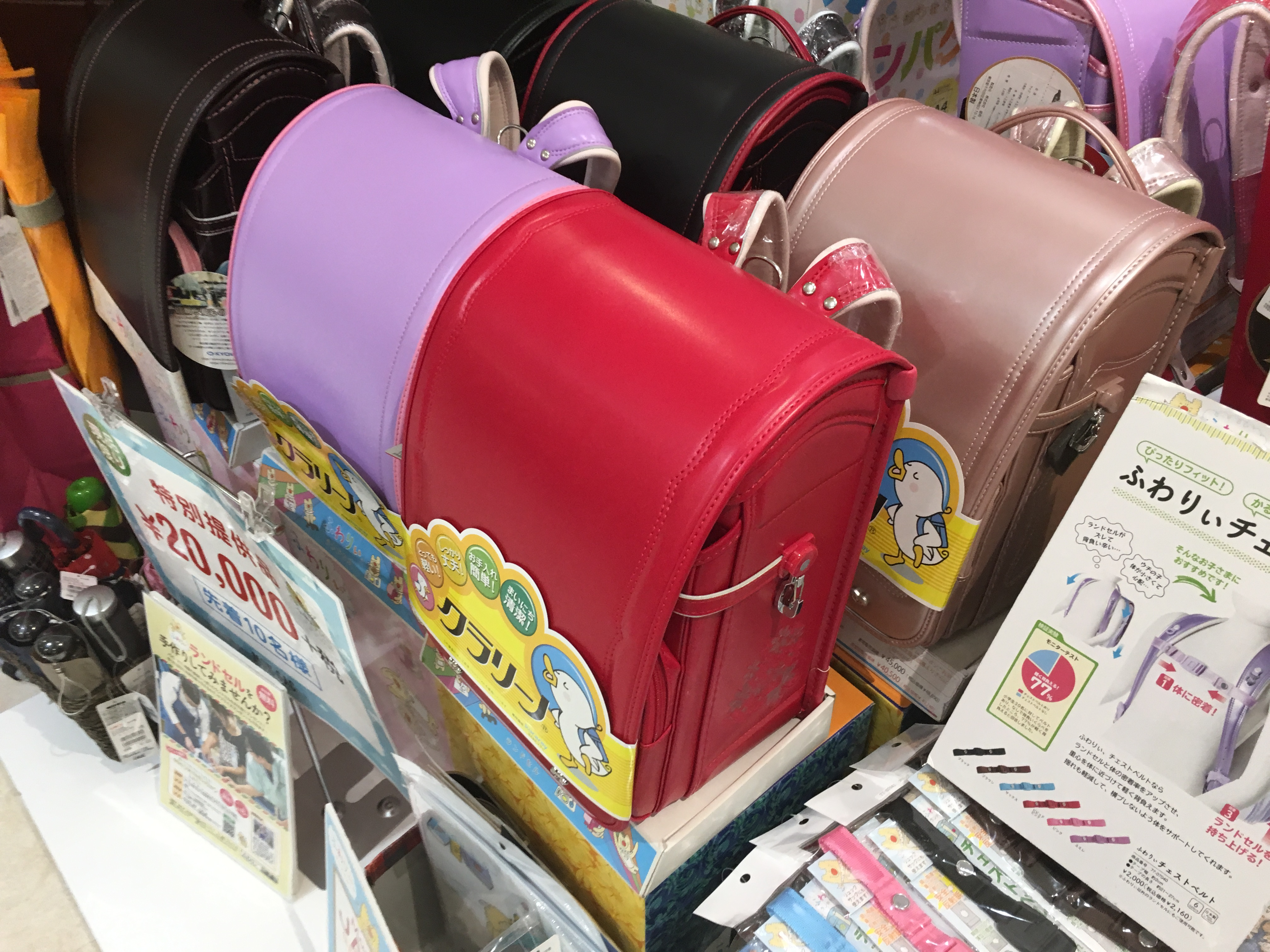
란도셀 판매점

저출산 문제가 심화되면서 업체들은 다양한 제품 개발에 나서고 있다. 2005년 무렵부터 란도셀의 뚜껑 길이를 반으로 줄이고 바닥의 두께를 얇게 한 이른바 '학원 가방'(塾バッグ)이 판매되고 있다. 고급 가죽 소재를 사용해서 단단하며 오래 사용할 수 있고 성인들도 사용할 수 있도록 덩치에 맞게 끈을 바꿀 수 있는 형태의 란도셀도 등장했다. 가죽제가 아닌 범포(帆布)를 사용한 란도셀도 있는데 이는 과거 중학교 지정 가방이었던 것이 복구된 것으로 성인용 란도셀로 판매되기도 한다.
일부 소학교는 란도셀을 지정해주기도 하는데 남녀 공통으로 검정이나 갈색 계통에 학교 문장을 찍은 형태가 일반적이다. 란도셀과 배낭의 중간 형태를 취해 합성 섬유제로 만든 것을 지정하기도 한다. 반대로 지자체가 나서 란도셀 사용을 금지했다가 이를 폐지한 사례도 있다.

## 패션과 유행

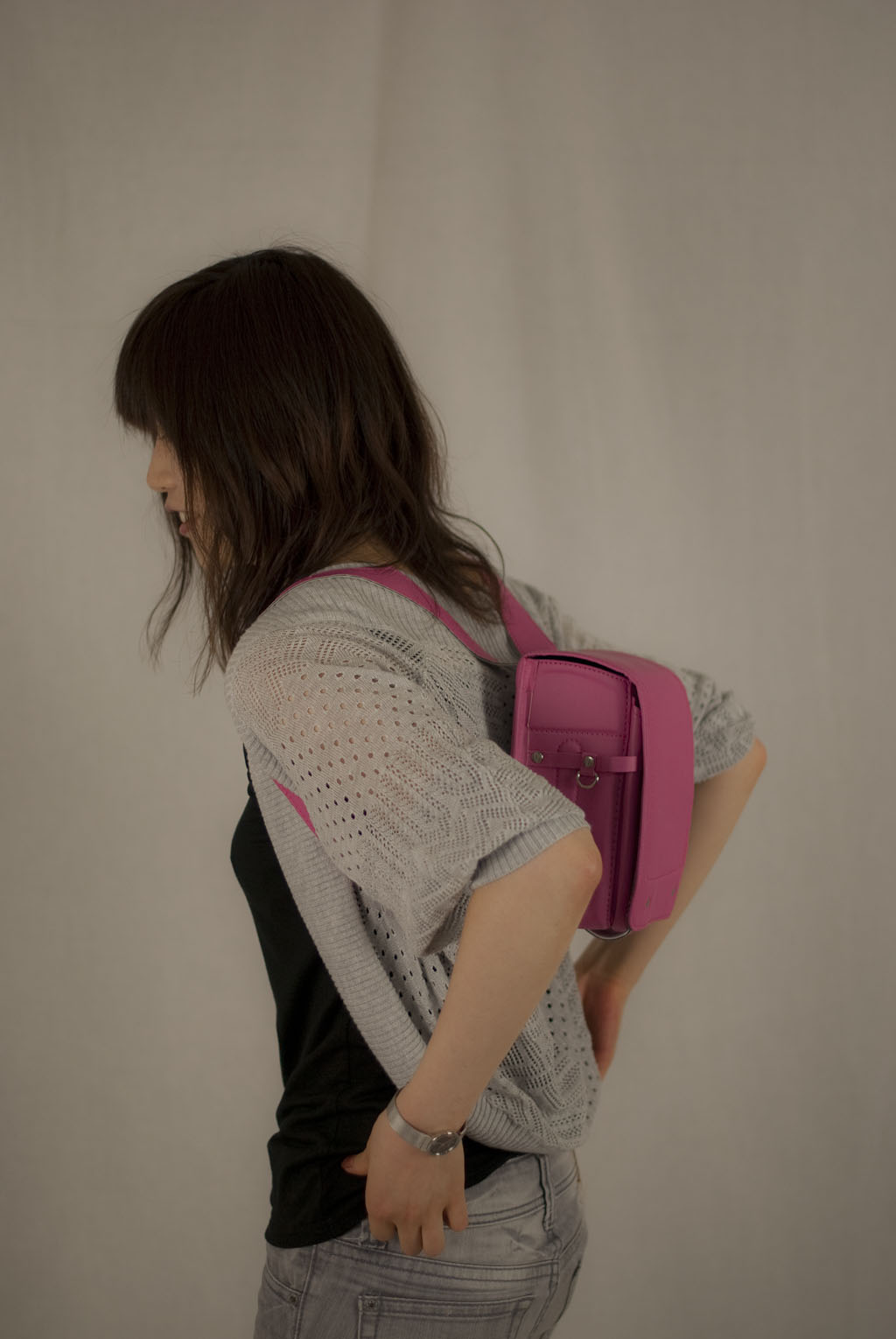
란도셀을 메고 있는 성인 여성

도가와 준은 1982년 라이브 스테이지에서 감색 플리츠 스커트를 입고 빨강 란도셀을 멘 모습으로 나타내 한때 유행을 끌었다. 시노하라 도모에도 1997년 란도셀을 패션으로 채용한 적이 있다.
과거에 사용한 란도셀을 어린 시절의 추억으로 남기길 원하는 사람들이 있어 작게 가공한 미니 란도셀을 만드는 업체도 있다.
2014년 미국의 여배우 조이 데이셔넬이 빨강 란도셀을 멘 사진이 공개되면서 젊은 사람들 사이에서 란도셀을 메는 것이 붐이 된 적이 있었다.
일본의 애니메이션을 통해 란도셀을 알게 된 외국인들이 일본에 여행을 갈 때 선물로서 란도셀을 구입하는 경우도 있다. 공항 면세점 등에서 외국인을 위해 란도셀을 파는 사례도 있다.

## 같이 보기
- 책가방
- 배낭

### 내용주
1. ↑  1학년이 교통 사고를 당했을 때 노랑 커버를 사용하지 않았을 경우 공제금이나 위문금을 지급하지 않는 규칙을 둔 곳도 있다.

### 참조주
1. ↑  (일본어) 『ランドセル』  - 고트뱅크
2. 1 2 3 4 5  “ニッポン・ロングセラー考 Vol.11 ランドセル” [일본 스테디 셀러 연구 Vol.11 란도셀]. 《COMZINE》 (일본어). NTTコムウェア. 2004년 3월 24일. 2022년 1월 22일에 확인함.
3. ↑  제2부 5. 막말의 서양 병학 수용 - 에도 시대의 일란 교류 국립국회도서관
4. ↑  外務省 わかる！国際情勢 Vol.29 オランダ～日蘭通商400周年 「일본어가 된 네덜란드어」 참조
5. 1 2 3  “ランドセル 人気の色は？金額は？ “ラン活”最新事情” [란도셀 인기있는 색은? 금액은? "란도셀 생활" 최신 사정]. 《NHK 뉴스》 (일본어). 2022년 1월 22일에 확인함.
6. ↑  “ランドセル 1センチの攻防” [란도셀 1cm 공방]. 《요미우리신문 온라인》 (일본어). 2010년 11월 6일. 2010년 11월 11일에 원본 문서에서 보존된 문서. 2022년 1월 22일에 확인함.
7. ↑  “ランドセル購入に関する調査 2018年” [란도셀 구입에 관한 조사 2018]. 《archive.vn》 (일본어). 2021년 3월 5일. 2021년 3월 5일에 원본 문서에서 보존된 문서. 2022년 1월 22일에 확인함.
8. ↑  “ランドセル購入に関する調査 2019年” [란도셀 구입에 관한 조사 2019년]. 《archive.vn》 (일본어). 2021년 3월 5일. 2021년 3월 5일에 원본 문서에서 보존된 문서. 2022년 1월 22일에 확인함.
9. ↑  “ランドセル購入に関する調査 2020年” [란도셀 구입에 관한 조사 2020년]. 《archive.vn》 (일본어). 2021년 3월 5일. 2021년 3월 5일에 원본 문서에서 보존된 문서. 2022년 1월 22일에 확인함.
10. ↑  ランドセルの売れ筋ランキング Amazon.co.jp
11. ↑  해외 유명 인사들도 애용! 란도셀의 의외의 매력
12. ↑  “日本のランドセルが世界で人気” [일본의 란도셀이 세계적으로 인기]. 《J-CAS 뉴스》 (일본어). 2015년 12월 19일. 2022년 1월 22일에 확인함.